# Paraheminodus kamoharai
Paraheminodus kamoharai és una espècie de peix pertanyent a la família dels peristèdids.

## Descripció
- El mascle fa 11,5 cm de llargària màxima i la femella 10,73.[4]

## Hàbitat
És un peix marí, demersal i de clima tropical que viu fins als 285 m de fondària.

## Distribució geogràfica
Es troba al Pacífic occidental: les illes Filipines.

## Observacions
És inofensiu per als humans.